# 希羅卡赫雷布利亞 (文尼察區)
49°9′47″N 28°14′53″E / 49.16306°N 28.24806°E
參數所指定的目標頁面不存在，建議更正成存在頁面或直接建立下列一個頁面（建立前請先搜尋是否有合適的存在頁面可以取代）：
- 希羅卡赫雷布利亞

希羅卡赫雷布利亞（羅馬化：Shyroka Hreblia）是位於烏克蘭西南部文尼察州文尼察區的村莊，始建於1794年，面積1.67平方公里，海拔高度256米，99%居民是烏克蘭人。